# Top 250 de l'Internet Movie Database
 (novembre 2024).
 (novembre 2024).
Le top 250 de l'Internet Movie Database est un classement des deux cent cinquante meilleurs films de l'histoire du cinéma selon les utilisateurs du site IMDb. Ce classement se présente comme l'un des plus fiables et révélateurs sur les préférences des spectateurs grâce à la formule utilisée pour l'établir et grâce au nombre de votants : certains films ont reçu plus d'un million de votes (le minimum pour pouvoir figurer dans le classement étant de 25 000). L'IMDb présente également un classement des 100 plus mauvais films selon ses utilisateurs : l'IMDb Bottom 100.
Par exemple, au 10 juin 2014, 857 films ont fait partie au moins une fois du Top 250 et 128 films y sont depuis décembre 1996. Seuls cinq films ont occupé (au moins une fois) la première place : Les Évadés, Le Parrain, The Dark Knight : Le Chevalier noir, Star Wars, épisode IV : Un nouvel espoir et Le Seigneur des anneaux : La Communauté de l'anneau. À cette date, les réalisateurs qui ont le plus de films dans le classement sont Alfred Hitchcock (9 films), Stanley Kubrick (8 films), Christopher Nolan (7 films) et Martin Scorsese (7 films).
En comparaison, au 1er mai 2021, 979 films ont déjà fait partie de ce classement et 109 films y sont depuis décembre 1996. Les films ayant occupé au moins une fois la première place sont toujours au nombre de cinq. Les réalisateurs qui ont le plus de films dans le Top 250 sont au 1 mai 2021: Alfred Hitchcock, avec 13 films dans ce classement, Steven Spielberg (11 films), Ethan et Joel Coen (10 films), Akira Kurosawa (10 films), Martin Scorsese (9 films) et Stanley Kubrick (9 films).
Si l'on considère les classements passés et présent, les réalisateurs les plus présents sont Alfred Hitchcock avec 13 films ayant (au moins une fois) été classés et Steven Spielberg avec 11 films. La très grande majorité des films sont américains : sur les 979 films qui se sont succédé dans le classement depuis 1996, 592 sont américains, 103 britanniques, 49 français, 39 indiens, 27 japonais et 22 italiens,. Par ailleurs, seuls les pays producteurs majoritaires sont pris en compte.

## Présentation du classement
Le classement comprend 250 entrées comportant une note sur 10 points. Cette note est basée sur les votes des utilisateurs du site et est calculée selon la formule suivante :
{\displaystyle W={\frac {Rv+Cm}{v+m}}}
avec:
{\displaystyle W\ } = Note pondérée
{\displaystyle R\ } = Note du film donnée par les utilisateurs
{\displaystyle v\ } = Nombre de votes
{\displaystyle m\ } = Nombre minimum de votes pour figurer dans le classement (actuellement 25 000)
{\displaystyle C\ } = vote moyen (actuellement 7.0)
Seuls les films non documentaires de plus de 45 minutes et sortis au cinéma peuvent figurer dans cette liste. Seuls les votes des utilisateurs « réguliers » sont pris en compte, sans que soit indiqué ce qu'est un utilisateur « régulier » , afin de ne pas fausser le classement avec la création de comptes multiples.

## Classement actuel
Le classement actuel est disponible à tout moment dans la section Charts du site de l'Internet Movie Database.

## Classements passés
Le classement étant en perpétuelle évolution, il est possible d'observer des différences d'une année à l'autre.

### Classement 2013
À la date du 24 décembre 2013, le classement était le suivant. À cette date trois films du classement sont encore exploités en salle : Le Hobbit : La Désolation de Smaug, Prisoners et Gravity.

#### Rangs 1 à 250
| Rang | Titre français                                                      | Titre original                                                       | Réalisateur(s)                                                          | Année | Pays             |
| ---- | ------------------------------------------------------------------- | -------------------------------------------------------------------- | ----------------------------------------------------------------------- | ----- | ---------------- |
| 1    | Les Évadés                                                          | The Shawshank Redemption                                             | Frank Darabont                                                          | 1994  | États-Unis       |
| 2    | Le Parrain                                                          | The Godfather                                                        | Francis Ford Coppola                                                    | 1972  | États-Unis       |
| 3    | Le Parrain 2                                                        | The Godfather: Part II                                               | Francis Ford Coppola                                                    | 1974  | États-Unis       |
| 4    | Pulp Fiction                                                        | Pulp Fiction                                                         | Quentin Tarantino                                                       | 1994  | États-Unis       |
| 5    | Le Bon, la Brute et le Truand                                       | Il buono, il brutto, il cattivo                                      | Sergio Leone                                                            | 1966  | Italie           |
| 6    | The Dark Knight : Le Chevalier noir                                 | The Dark Knight                                                      | Christopher Nolan                                                       | 2008  | États-Unis       |
| 7    | Douze hommes en colère                                              | 12 Angry Men                                                         | Sidney Lumet                                                            | 1957  | États-Unis       |
| 8    | La Liste de Schindler                                               | Schindler's List                                                     | Steven Spielberg                                                        | 1993  | États-Unis       |
| 9    | Le Seigneur des anneaux : Le Retour du roi                          | The Lord of the Rings: The Return of the King                        | Peter Jackson                                                           | 2003  | États-Unis       |
| 10   | Fight Club                                                          | Fight Club                                                           | David Fincher                                                           | 1999  | États-Unis       |
| 11   | Le Seigneur des anneaux : La Communauté de l'anneau                 | The Lord of the Rings: The Fellowship of the Ring                    | Peter Jackson                                                           | 2001  | États-Unis       |
| 12   | Star Wars, épisode V : L'Empire contre-attaque                      | Star Wars: Episode V - The Empire Strikes Back                       | Irvin Kershner                                                          | 1980  | États-Unis       |
| 13   | Vol au-dessus d'un nid de coucou                                    | One Flew Over the Cuckoo's Nest                                      | Miloš Forman                                                            | 1975  | États-Unis       |
| 14   | Inception                                                           | Inception                                                            | Christopher Nolan                                                       | 2010  | États-Unis       |
| 15   | Les Affranchis                                                      | Goodfellas                                                           | Martin Scorsese                                                         | 1990  | États-Unis       |
| 16   | Forrest Gump                                                        | Forrest Gump                                                         | Robert Zemeckis                                                         | 1994  | États-Unis       |
| 17   | Les Sept Samouraïs                                                  | 七人の侍                                                             | Akira Kurosawa                                                          | 1954  | Japon            |
| 18   | Star Wars, épisode IV : Un nouvel espoir                            | Star Wars                                                            | George Lucas                                                            | 1977  | États-Unis       |
| 19   | Le Seigneur des anneaux : Les Deux Tours                            | The Lord of the Rings: The Two Towers                                | Peter Jackson                                                           | 2002  | États-Unis       |
| 20   | Matrix                                                              | Matrix                                                               | Andy et Larry Wachowski                                                 | 1999  | États-Unis       |
| 21   | La Cité de Dieu                                                     | Cidade de Deus                                                       | Fernando Meirelles et Kátia Lund                                        | 2002  | Brésil           |
| 22   | Seven                                                               | Se7en                                                                | David Fincher                                                           | 1995  | États-Unis       |
| 23   | Il était une fois dans l'Ouest                                      | C'era una volta il West                                              | Sergio Leone                                                            | 1968  | Italie           |
| 24   | Le Silence des agneaux                                              | The Silence of the Lambs                                             | Jonathan Demme                                                          | 1991  | États-Unis       |
| 25   | Usual Suspects                                                      | The Usual Suspects                                                   | Bryan Singer                                                            | 1995  | États-Unis       |
| 26   | Casablanca                                                          | Casablanca                                                           | Michael Curtiz                                                          | 1942  | États-Unis       |
| 27   | La vie est belle                                                    | It's a Wonderful Life                                                | Frank Capra                                                             | 1946  | États-Unis       |
| 28   | Les Aventuriers de l'arche perdue                                   | Raiders of the Lost Ark                                              | Steven Spielberg                                                        | 1981  | États-Unis       |
| 29   | Léon                                                                | Léon                                                                 | Luc Besson                                                              | 1994  | France           |
| 30   | Fenêtre sur cour                                                    | Rear Window                                                          | Alfred Hitchcock                                                        | 1954  | États-Unis       |
| 31   | Psychose                                                            | Psycho                                                               | Alfred Hitchcock                                                        | 1960  | États-Unis       |
| 32   | American History X                                                  | American History X                                                   | Tony Kaye                                                               | 1998  | États-Unis       |
| 33   | Les Lumières de la ville                                            | City Lights                                                          | Charles Chaplin                                                         | 1931  | États-Unis       |
| 34   | Boulevard du crépuscule                                             | Sunset Blvd.                                                         | Billy Wilder                                                            | 1950  | États-Unis       |
| 35   | Il faut sauver le soldat Ryan                                       | Saving Private Ryan                                                  | Steven Spielberg                                                        | 1998  | États-Unis       |
| 36   | Memento                                                             | Memento                                                              | Christopher Nolan                                                       | 2000  | États-Unis       |
| 37   | Terminator 2 : Le Jugement dernier                                  | Terminator 2: Judgment Day                                           | James Cameron                                                           | 1991  | États-Unis       |
| 38   | Le Voyage de Chihiro                                                | 千と千尋の神隠し                                                     | Hayao Miyazaki                                                          | 2001  | Japon            |
| 39   | Apocalypse Now                                                      | Apocalypse Now                                                       | Francis Ford Coppola                                                    | 1979  | États-Unis       |
| 40   | La vie est belle                                                    | La vita è bella                                                      | Roberto Benigni                                                         | 1997  | Italie           |
| 41   | Les Temps modernes                                                  | Modern Times                                                         | Charles Chaplin                                                         | 1936  | États-Unis       |
| 42   | Docteur Folamour                                                    | Dr. Strangelove Or: How I Learned to Stop Worrying and Love the Bomb | Stanley Kubrick                                                         | 1964  | États-Unis       |
| 43   | Alien, le huitième passager                                         | Alien                                                                | Ridley Scott                                                            | 1979  | États-Unis       |
| 44   | Le Pianiste                                                         | The Pianist                                                          | Roman Polanski                                                          | 2002  | France           |
| 45   | Retour vers le futur                                                | Back to the Future                                                   | Robert Zemeckis                                                         | 1985  | États-Unis       |
| 46   | Intouchables                                                        | Intouchables                                                         | Olivier Nakache et Eric Toledano                                        | 2011  | France           |
| 47   | Les Infiltrés                                                       | The Departed                                                         | Martin Scorsese                                                         | 2006  | États-Unis       |
| 48   | La Mort aux trousses                                                | North by Northwest                                                   | Alfred Hitchcock                                                        | 1956  | États-Unis       |
| 49   | Shining                                                             | The Shining                                                          | Stanley Kubrick                                                         | 1980  | Royaume-Uni      |
| 50   | La Ligne verte                                                      | The Green Mile                                                       | Frank Darabont                                                          | 1999  | États-Unis       |
| 51   | Gladiator                                                           | Gladiator                                                            | Ridley Scott                                                            | 2000  | États-Unis       |
| 52   | Les Sentiers de la gloire                                           | Paths of Glory                                                       | Stanley Kubrick                                                         | 1957  | États-Unis       |
| 53   | The Dark Knight Rises                                               | The Dark Knight Rises                                                | Christopher Nolan                                                       | 2012  | États-Unis       |
| 54   | Citizen Kane                                                        | Citizen Kane                                                         | Orson Welles                                                            | 1941  | États-Unis       |
| 55   | Django Unchained                                                    | Django Unchained                                                     | Quentin Tarantino                                                       | 2012  | États-Unis       |
| 56   | M le maudit                                                         | M                                                                    | Fritz Lang                                                              | 1931  | Allemagne        |
| 57   | La Vie des autres                                                   | Das Leben der Anderen                                                | Florian Henckel von Donnersmarck                                        | 2006  | Allemagne        |
| 58   | American Beauty                                                     | American Beauty                                                      | Sam Mendes                                                              | 1999  | États-Unis       |
| 59   | Le Dictateur                                                        | The Great Dictator                                                   | Charles Chaplin                                                         | 1940  | États-Unis       |
| 60   | Aliens, le retour                                                   | Aliens                                                               | James Cameron                                                           | 1986  | États-Unis       |
| 61   | WALL-E                                                              | WALL-E                                                               | Andrew Stanton                                                          | 2008  | États-Unis       |
| 62   | Sueurs froides                                                      | Vertigo                                                              | Alfred Hitchcock                                                        | 1958  | États-Unis       |
| 63   | Le Prestige                                                         | The Prestige                                                         | Christopher Nolan                                                       | 2006  | États-Unis       |
| 64   | Assurance sur la mort                                               | Double Indemnity                                                     | Billy Wilder                                                            | 1944  | États-Unis       |
| 65   | Le Fabuleux Destin d'Amélie Poulain                                 | Le Fabuleux Destin d'Amélie Poulain                                  | Jean-Pierre Jeunet                                                      | 2001  | France           |
| 66   | Toy Story 3                                                         | Toy Story 3                                                          | Lee Unkrich                                                             | 2010  | États-Unis       |
| 67   | Taxi Driver                                                         | Taxi Driver                                                          | Martin Scorsese                                                         | 1976  | États-Unis       |
| 68   | Cinema Paradiso                                                     | Nuovo Cinema Paradiso                                                | Giuseppe Tornatore                                                      | 1988  | Italie           |
| 69   | Orange mécanique                                                    | A Clockwork Orange                                                   | Stanley Kubrick                                                         | 1971  | Royaume-Uni      |
| 70   | Du silence et des ombres                                            | To Kill a Mockingbird                                                | Robert Mulligan                                                         | 1962  | États-Unis       |
| 71   | Le Roi lion                                                         | The Lion King                                                        | Roger Allers et Rob Minkoff                                             | 1994  | États-Unis       |
| 72   | Lawrence d'Arabie                                                   | Lawrence of Arabia                                                   | David Lean                                                              | 1962  | Royaume-Uni      |
| 73   | Le Bateau                                                           | Das Boot                                                             | Wolfgang Petersen                                                       | 1981  | Allemagne        |
| 74   | Reservoir Dogs                                                      | Reservoir Dogs                                                       | Quentin Tarantino                                                       | 1992  | États-Unis       |
| 75   | Requiem for a Dream                                                 | Requiem for a Dream                                                  | Darren Aronofsky                                                        | 2000  | États-Unis       |
| 76   | Il était une fois en Amérique                                       | Once Upon a Time in America                                          | Sergio Leone                                                            | 1984  | Italie           |
| 77   | Old Boy                                                             | 올드보이                                                             | Park Chan-wook                                                          | 2003  | Corée du Sud     |
| 78   | Star Wars, épisode VI : Le Retour du Jedi                           | Star Wars: Episode VI - Return of the Jedi                           | Richard Marquand                                                        | 1983  | États-Unis       |
| 79   | Braveheart                                                          | Braveheart                                                           | Mel Gibson                                                              | 1995  | États-Unis       |
| 80   | Eternal Sunshine of the Spotless Mind                               | Eternal Sunshine of the Spotless Mind                                | Michel Gondry                                                           | 2004  | États-Unis       |
| 81   | Princesse Mononoké                                                  | もののけ姫                                                           | Hayao Miyazaki                                                          | 1997  | Japon            |
| 82   | Gravity                                                             | Gravity                                                              | Alfonso Cuarón                                                          | 2013  | États-Unis       |
| 83   | Le Trésor de la Sierra Madre                                        | The Treasure of the Sierra Madre                                     | John Huston                                                             | 1948  | États-Unis       |
| 84   | Full Metal Jacket                                                   | Full Metal Jacket                                                    | Stanley Kubrick                                                         | 1987  | Royaume-Uni      |
| 85   | Le Tombeau des lucioles                                             | 火垂るの墓                                                           | Isao Takahata                                                           | 1988  | Japon            |
| 86   | Le Voleur de bicyclette                                             | Ladri di biciclette                                                  | Vittorio De Sica                                                        | 1948  | Italie           |
| 87   | Témoin à charge                                                     | Witness for the Prosecution                                          | Billy Wilder                                                            | 1957  | États-Unis       |
| 88   | Chantons sous la pluie                                              | Singin' in the Rain                                                  | Stanley Donen et Gene Kelly                                             | 1952  | États-Unis       |
| 89   | Le Troisième Homme                                                  | The Third Man                                                        | Carol Reed                                                              | 1949  | Royaume-Uni      |
| 90   | Ève                                                                 | All About Eve                                                        | Joseph L. Mankiewicz                                                    | 1950  | États-Unis       |
| 91   | Rashōmon                                                            | 羅生門                                                               | Akira Kurosawa                                                          | 1950  | Japon            |
| 92   | L. A. Confidential                                                  | L. A. Confidential                                                   | Curtis Hanson                                                           | 1997  | États-Unis       |
| 93   | L'Arnaque                                                           | The Sting                                                            | George Roy Hill                                                         | 1973  | États-Unis       |
| 94   | Amadeus                                                             | Amadeus                                                              | Miloš Forman                                                            | 1984  | États-Unis       |
| 95   | Monty Python : Sacré Graal !                                        | Monty Python and the Holy Grail                                      | Terry Jones et Terry Gilliam                                            | 1975  | Royaume-Uni      |
| 96   | Certains l'aiment chaud                                             | Some Like It Hot                                                     | Billy Wilder                                                            | 1959  | États-Unis       |
| 97   | La Garçonnière                                                      | The Apartment                                                        | Billy Wilder                                                            | 1960  | États-Unis       |
| 98   | Metropolis                                                          | Metropolis                                                           | Fritz Lang                                                              | 1927  | Allemagne        |
| 99   | Chinatown                                                           | Chinatown                                                            | Roman Polanski                                                          | 1974  | États-Unis       |
| 100  | 2001, l'Odyssée de l'espace                                         | 2001: A Space Odyssey                                                | Stanley Kubrick                                                         | 1968  | États-Unis       |
| 101  | Indiana Jones et la Dernière Croisade                               | Indiana Jones and the last crusade                                   | Steven Spielberg                                                        | 1989  | États-Unis       |
| 102  | Impitoyable                                                         | Unforgiven                                                           | Clint Eastwood                                                          | 1992  | États-Unis       |
| 103  | Le Garde du corps                                                   | 用心棒                                                               | Akira Kurosawa                                                          | 1961  | Japon            |
| 104  | Une séparation                                                      | جدایی نادر از سیمین                                                  | Asghar Farhadi                                                          | 2011  | Iran             |
| 105  | Raging Bull                                                         | Raging bull                                                          | Martin Scorsese                                                         | 1980  | États-Unis       |
| 106  | Snatch : Tu braques ou tu raques                                    | Snatch.                                                              | Guy Ritchie                                                             | 2000  | Royaume-Uni      |
| 107  | Batman Begins                                                       | Batman Begins                                                        | Christopher Nolan                                                       | 2005  | États-Unis       |
| 108  | Et pour quelques dollars de plus                                    | Per qualche dollaro in più                                           | Sergio Leone                                                            | 1965  | Italie           |
| 109  | Piège de cristal                                                    | Die Hard                                                             | John McTiernan                                                          | 1988  | États-Unis       |
| 110  | Inglourious Basterds                                                | Inglourious Basterds                                                 | Quentin Tarantino                                                       | 2009  | États-Unis       |
| 111  | Le Pont de la rivière Kwaï                                          | The Bridge on the River Kwai                                         | David Lean                                                              | 1957  | Royaume-Uni      |
| 112  | Le Kid                                                              | The Kid                                                              | Charles Chaplin                                                         | 1921  | États-Unis       |
| 113  | Monsieur Smith au Sénat                                             | Mr. Smith goes to Washington                                         | Frank Capra                                                             | 1939  | États-Unis       |
| 114  | Toy Story                                                           | Toy story                                                            | John Lasseter                                                           | 1995  | États-Unis       |
| 115  | Sur les quais                                                       | On the waterfront                                                    | Elia Kazan                                                              | 1954  | États-Unis       |
| 116  | La Chute                                                            | Der Untergang                                                        | Oliver Hirschbiegel                                                     | 2004  | Allemagne        |
| 117  | Le Labyrinthe de Pan                                                | El laberinto del fauno                                               | Guillermo del Toro                                                      | 2006  | Espagne          |
| 118  | La Grande Évasion                                                   | The great escape                                                     | John Sturges                                                            | 1963  | États-Unis       |
| 119  | Là-haut                                                             | Up                                                                   | Pete Docter et Bob Peterson                                             | 2009  | États-Unis       |
| 120  | Vivre                                                               | 生きる                                                               | Akira Kurosawa                                                          | 1952  | Japon            |
| 121  | Heat                                                                | Heat                                                                 | Michael Mann                                                            | 1995  | États-Unis       |
| 122  | Scarface                                                            | Scarface                                                             | Brian De Palma                                                          | 1983  | États-Unis       |
| 123  | Le Mécano de la « General »                                         | The General                                                          | Buster Keaton et Clyde Bruckman                                         | 1926  | États-Unis       |
| 124  | Le Septième Sceau                                                   | Det Sjunde inseglet                                                  | Ingmar Bergman                                                          | 1957  | Suède            |
| 125  | Les Fraises sauvages                                                | Smultronstället                                                      | Ingmar Bergman                                                          | 1957  | Suède            |
| 126  | Elephant Man                                                        | The elephant man                                                     | David Lynch                                                             | 1980  | États-Unis       |
| 127  | Ran                                                                 | 乱                                                                   | Akira Kurosawa                                                          | 1985  | Japon            |
| 128  | Blade Runner                                                        | Blade Runner                                                         | Ridley Scott                                                            | 1982  | États-Unis       |
| 129  | Rebecca                                                             | Rebecca                                                              | Alfred Hitchcock                                                        | 1940  | États-Unis       |
| 130  | Gran Torino                                                         | Gran Torino                                                          | Clint Eastwood                                                          | 2008  | États-Unis       |
| 131  | La Ruée vers l'or                                                   | The gold rush                                                        | Charles Chaplin                                                         | 1925  | États-Unis       |
| 132  | Le Faucon maltais                                                   | The maltese falcon                                                   | John Huston                                                             | 1941  | États-Unis       |
| 133  | The Big Lebowski                                                    | The Big Lebowski                                                     | Ethan Coen et Joel Coen                                                 | 1998  | États-Unis       |
| 134  | La Chasse                                                           | Jagten                                                               | Thomas Vinterberg                                                       | 2012  | Danemark         |
| 135  | Fargo                                                               | Fargo                                                                | Ethan Coen et Joel Coen                                                 | 1996  | États-Unis       |
| 136  | New York-Miami                                                      | It happened one night                                                | Frank Capra                                                             | 1934  | États-Unis       |
| 137  | Le Hobbit : La Désolation de Smaug                                  | The Hobbit: The Desolation of Smaug                                  | Peter Jackson                                                           | 2013  | États-Unis       |
| 138  | Luke la main froide                                                 | Cool Hand Luke                                                       | Stuart Rosenberg                                                        | 1967  | États-Unis       |
| 139  | Arnaques, Crimes et Botanique                                       | Lock, stock and two smoking barrels                                  | Guy Ritchie                                                             | 1998  | Royaume-Uni      |
| 140  | Voyage au bout de l'enfer                                           | The deer hunter                                                      | Michael Cimino                                                          | 1978  | Royaume-Uni      |
| 141  | Will hunting                                                        | The will hunting                                                     | Gus Van Sant                                                            | 1997  | États-Unis       |
| 142  | Jugement à Nuremberg                                                | Judgment at Nuremberg                                                | Stanley Kramer                                                          | 1961  | États-Unis       |
| 143  | Mon voisin Totoro                                                   | となりのトトロ                                                       | Hayao Miyazaki                                                          | 1988  | Japon            |
| 144  | Les Diaboliques                                                     | Les Diaboliques                                                      | Henri-Georges Clouzot                                                   | 1955  | France           |
| 145  | La Soif du mal                                                      | Touch of Evil                                                        | Orson Welles                                                            | 1958  | États-Unis       |
| 146  | Casino (film)                                                       | Casino                                                               | Martin Scorsese                                                         | 1995  | États-Unis       |
| 147  | Dans ses yeux                                                       | El secreto de sus ojos                                               | Juan José Campanella                                                    | 2009  | Argentine        |
| 148  | Trainspotting                                                       | Trainspotting                                                        | Danny Boyle                                                             | 1996  | Royaume-Uni      |
| 149  | Autant en emporte le vent                                           | Gone with the wind                                                   | Victor Fleming, George Cukor et Sam Wood                                | 1939  | États-Unis       |
| 150  | Sixième Sens                                                        | The sixth sense                                                      | M. Night Shyamalan                                                      | 1999  | États-Unis       |
| 151  | Warrior                                                             | Warrior                                                              | Gavin O'Connor                                                          | 2011  | États-Unis       |
| 152  | Butch Cassidy et le Kid                                             | Butch Cassidy and the Sundance Kid                                   | George Roy Hill                                                         | 1969  | États-Unis       |
| 153  | No Country for Old Men - Non, ce pays n'est pas pour le vieil homme | No Country for Old Men                                               | Ethan Coen et Joel Coen                                                 | 2007  | États-Unis       |
| 154  | V pour Vendetta                                                     | V for Vendetta                                                       | James McTeigue                                                          | 2005  | États-Unis       |
| 155  | Hôtel Rwanda                                                        | Hotel Rwanda                                                         | Terry George                                                            | 2004  | Royaume-Uni      |
| 156  | Rush                                                                | Rush                                                                 | Ron Howard                                                              | 2013  | États-Unis       |
| 157  | Sin City                                                            | Sin City                                                             | Frank Miller, Robert Rodriguez et Quentin Tarantino                     | 2005  | États-Unis       |
| 158  | Platoon                                                             | Platoon                                                              | Oliver Stone                                                            | 1986  | Royaume-Uni      |
| 159  | Annie Hall                                                          | Annie Hall                                                           | Woody Allen                                                             | 1977  | États-Unis       |
| 160  | Kill Bill : Volume 1                                                | Kill Bill: vol. 1                                                    | Quentin Tarantino                                                       | 2003  | États-Unis       |
| 161  | The Thing                                                           | The Thing                                                            | John Carpenter                                                          | 1982  | États-Unis       |
| 162  | Into the Wild                                                       | Into the Wild                                                        | Sean Penn                                                               | 2007  | États-Unis       |
| 163  | Les Raisins de la colère                                            | The grapes of wrath                                                  | John Ford                                                               | 1940  | États-Unis       |
| 164  | Dragons                                                             | How to train your dragon                                             | Dean DeBlois et Chris Sanders                                           | 2010  | États-Unis       |
| 165  | Le crime était presque parfait                                      | Dial M for Murder                                                    | Alfred Hitchcock                                                        | 1954  | États-Unis       |
| 166  | Le magicien d'Oz                                                    | The wizard of Oz                                                     | Victor Fleming, George Cukor, Mervyn LeRoy, Norman Taurog et King Vidor | 1939  | États-Unis       |
| 167  | Le Monde de Nemo                                                    | Fiding Nemo                                                          | Andrew Stanton et Lee Unkrich                                           | 2003  | États-Unis       |
| 168  | Taare Zameen Par                                                    | तारे ज़मीन पर                                                            | Aamir Khan et Amole Gupte                                               | 2007  | Inde             |
| 169  | Les Plus Belles Années de notre vie                                 | The best years of our lives                                          | William Wyler                                                           | 1946  | États-Unis       |
| 170  | Monty Python : La Vie de Brian                                      | Life of Brian                                                        | Terry Jones                                                             | 1979  | Royaume-Uni      |
| 171  | Network, main basse sur la télévision                               | Network                                                              | Sidney Lumet                                                            | 1976  | États-Unis       |
| 172  | L'Inconnu du Nord-Express                                           | Strangers on a train                                                 | Alfred Hitchcock                                                        | 1951  | États-Unis       |
| 173  | Le Château ambulant                                                 | ハウルの動く城                                                       | Hayao Miyazaki                                                          | 2004  | Japon            |
| 174  | Les Dents de la mer                                                 | Jaws                                                                 | Steven Spielberg                                                        | 1975  | États-Unis       |
| 175  | Le train sifflera trois fois                                        | High Noon                                                            | Fred Zinnemann                                                          | 1952  | États-Unis       |
| 176  | Avengers                                                            | The Avengers                                                         | Joss Whedon                                                             | 2012  | États-Unis       |
| 177  | 3 Idiots                                                            | थ्री इडीयट्स                                                             | Rajkumar Hirani                                                         | 2009  | Inde             |
| 178  | Rang De Basanti                                                     | रंग दे बसंती                                                             | Rakeysh Omprakash Mehra                                                 | 2006  | Inde             |
| 179  | Mary et Max                                                         | Mary and Max                                                         | Adam Elliot                                                             | 2009  | Australie        |
| 180  | Les Quatre Cents Coups                                              | Les quatre cents coups                                               | François Truffaut                                                       | 1959  | France           |
| 181  | Million Dollar Baby                                                 | Million Dollar Baby                                                  | Clint Eastwood                                                          | 2004  | États-Unis       |
| 182  | There Will Be Blood                                                 | There will be blood                                                  | Paul Thomas Anderson                                                    | 2007  | États-Unis       |
| 183  | Amours chiennes                                                     | Amores perros                                                        | Alejandro González Iñárritu                                             | 2000  | Mexique          |
| 184  | Les Enchaînés                                                       | Notorious                                                            | Alfred Hitchcock                                                        | 1946  | États-Unis       |
| 185  | Stand by Me - Compte sur moi                                        | Stand by me                                                          | Rob Reiner                                                              | 1986  | États-Unis       |
| 186  | Ben-Hur                                                             | Ben-Hur                                                              | William Wyler                                                           | 1959  | États-Unis       |
| 187  | Un homme d'exception                                                | A Beautiful mind                                                     | Ron Howard                                                              | 2001  | États-Unis       |
| 188  | Le Discours d'un roi                                                | The King's speech                                                    | Tom Hooper                                                              | 2010  | Royaume-Uni      |
| 189  | Donnie Darko                                                        | Donnie Darko                                                         | Richard Kelly                                                           | 2001  | États-Unis       |
| 190  | Terminator                                                          | The Terminator                                                       | James Cameron                                                           | 1984  | États-Unis       |
| 191  | Gandhi                                                              | Gandhi                                                               | Richard Attenborough                                                    | 1982  | Royaume-Uni      |
| 193  | Persona                                                             | Persona                                                              | Ingmar Bergman                                                          | 1966  | Suède            |
| 194  | L'Armée des douze singes                                            | Twelve monkeys                                                       | Terry Gilliam                                                           | 1995  | États-Unis       |
| 195  | La Vengeance dans la peau                                           | The Bourne ultimatum                                                 | Paul Greengrass                                                         | 2007  | États-Unis       |
| 196  | La Nuit du chasseur                                                 | The night of the hunter                                              | Charles Laughton, Robert Mitchum et Terry Sanders                       | 1955  | États-Unis       |
| 197  | Le Grand Sommeil                                                    | The big sleep                                                        | Howard Hawks                                                            | 1946  | États-Unis       |
| 198  | Un jour sans fin                                                    | Groundhog Day                                                        | Harold Ramis                                                            | 1993  | États-Unis       |
| 199  | Fanny et Alexandre                                                  | Fanny och Alexander                                                  | Ingmar Bergman                                                          | 1982  | Suède            |
| 200  | Un après-midi de chien                                              | Dog day afternoon                                                    | Sidney Lumet                                                            | 1975  | États-Unis       |
| 201  | Huit et demi                                                        | 8½                                                                   | Federico Fellini                                                        | 1963  | Italie           |
| 202  | Au nom du père                                                      | In the name of the father                                            | Jim Sheridan                                                            | 1993  | Irlande          |
| 203  | Le Lauréat                                                          | The graduate                                                         | Mike Nichols                                                            | 1967  | États-Unis       |
| 204  | L'Ultime Razzia                                                     | The killing                                                          | Stanley Kubrick                                                         | 1956  | États-Unis       |
| 205  | La strada                                                           | La strada                                                            | Federico Fellini                                                        | 1954  | Italie           |
| 206  | Infernal Affairs                                                    | 無間道                                                               | Wai-keung Lau et Alan Mak                                               | 2002  | Hong Kong        |
| 207  | Qui a peur de Virginia Woolf ?                                      | Who's afraid of Virginia Woolf ?                                     | Mike Nichols                                                            | 1966  | États-Unis       |
| 208  | Incendies                                                           | Incendies                                                            | Denis Villeneuve                                                        | 2010  | Canada           |
| 209  | L'Arnaqueur                                                         | The hustler                                                          | Robert Rossen                                                           | 1961  | États-Unis       |
| 210  | Rocky                                                               | Rocky                                                                | John G. Avildsen                                                        | 1976  | États-Unis       |
| 211  | Stalag 17                                                           | Stalag 17                                                            | Billy Wilder                                                            | 1953  | États-Unis       |
| 212  | Black Swan                                                          | Black swan                                                           | Darren Aronofsky                                                        | 2010  | États-Unis       |
| 213  | Barry Lyndon                                                        | Barry Lyndon                                                         | Stanley Kubrick                                                         | 1975  | Royaume-Uni      |
| 214  | L'Homme qui tua Liberty Valance                                     | The man who shot Liberty Valance                                     | John Ford                                                               | 1962  | États-Unis       |
| 215  | Nausicaä de la vallée du vent                                       | 風の谷のナウシカ                                                     | Hayao Miyazaki                                                          | 1984  | Japon            |
| 216  | Memories of Murder                                                  | 살인의 추억                                                          | Bong Joon-ho                                                            | 2003  | Corée du Sud     |
| 217  | Slumdog Millionaire                                                 | Slumdog millionaire                                                  | Danny Boyle                                                             | 2008  | Royaume-Uni      |
| 218  | Before Midnight                                                     | Before Midnight                                                      | Richard Linklater                                                       | 2013  | États-Unis       |
| 219  | Vacances romaines                                                   | Roman holiday                                                        | William Wyler                                                           | 1953  | États-Unis       |
| 220  | Monstres et Cie                                                     | Monsters, Inc.                                                       | Pete Docter, David Silverman et Lee Unkrich                             | 2001  | États-Unis       |
| 221  | Stalker                                                             | Сталкер                                                              | Andreï Tarkovski                                                        | 1979  | Union soviétique |
| 222  | Autopsie d'un meurtre                                               | Anatomy of a murder                                                  | Otto Preminger                                                          | 1959  | États-Unis       |
| 223  | Pirates des Caraïbes : La Malédiction du Black Pearl                | Pirates of the Caribbean: the curse of the Black Pearl               | Gore Verbinski                                                          | 2003  | États-Unis       |
| 224  | Hatchi                                                              | Hachi: A Dog's Tale                                                  | Lasse Hallström                                                         | 2009  | États-Unis       |
| 225  | Ip Man                                                              | Yip Man                                                              | Wilson Yip                                                              | 2008  | Hong Kong        |
| 226  | La Corde                                                            | Rope                                                                 | Alfred Hitchcock                                                        | 1948  | États-Unis       |
| 227  | Festen                                                              | Festen                                                               | Thomas Vinterberg                                                       | 1998  | Danemark         |
| 228  | La Haine                                                            | La Haine                                                             | Mathieu Kassovitz                                                       | 1995  | France           |
| 229  | Le Scaphandre et le Papillon                                        | Le Scaphandre et le Papillon                                         | Julian Schnabel                                                         | 2007  | France           |
| 230  | L'Exorciste                                                         | The exorcist                                                         | William Friedkin                                                        | 1973  | États-Unis       |
| 231  | Prisoners                                                           | Prisoners                                                            | Denis Villeneuve                                                        | 2013  | États-Unis       |
| 232  | Un crime dans la tête                                               | The manchurian candidate                                             | John Frankenheimer                                                      | 1962  | États-Unis       |
| 233  | The Truman Show                                                     | The Truman Show                                                      | Peter Weir                                                              | 1998  | États-Unis       |
| 234  | Harry Potter et les reliques de la mort - 2e partie                 | Harry Potter and the deathly hallows: part 2                         | David Yates                                                             | 2011  | États-Unis       |
| 235  | Trois couleurs : Rouge                                              | Trois couleurs : Rouge                                               | Krzysztof Kieslowski                                                    | 1994  | France           |
| 236  | Le Château dans le ciel                                             | 天空の城ラピュタ                                                     | Hayao Miyazaki                                                          | 1986  | Japon            |
| 237  | Before Sunrise                                                      | Before Sunrise                                                       | Richard Linklater                                                       | 1995  | États-Unis       |
| 238  | In the Mood for Love                                                | 花樣年華                                                             | Wong Kar-wai                                                            | 2000  | Hong Kong        |
| 239  | L'Odyssée de Pi                                                     | Life of Pi                                                           | Ang Lee                                                                 | 2012  | États-Unis       |
| 240  | Lagaan                                                              | Lagaan: Once Upon a Time in India                                    | Ashutosh Gowariker                                                      | 2001  | Inde             |
| 241  | Underground                                                         | Underground                                                          | Emir Kusturica                                                          | 1995  | Yougoslavie      |
| 242  | Pour une poignée de dollars                                         | Per un pugno di dollari                                              | Sergio Leone                                                            | 1964  | Italie           |
| 243  | A Christmas Story                                                   | Christmas story                                                      | Bob Clark                                                               | 1983  | États-Unis       |
| 244  | Shutter Island                                                      | Shutter Island                                                       | Martin Scorsese                                                         | 2010  | États-Unis       |
| 245  | Jurassic Park                                                       | Jurassic Park                                                        | Steven Spielberg                                                        | 1993  | États-Unis       |
| 246  | Star Trek                                                           | Star Trek                                                            | J. J. Abrams                                                            | 2009  | États-Unis       |
| 247  | La Horde sauvage                                                    | The wild bunch                                                       | Sam Peckinpah                                                           | 1969  | États-Unis       |
| 248  | Le Limier                                                           | Sleuth                                                               | Joseph L. Mankiewicz                                                    | 1972  | États-Unis       |
| 249  | Printemps, été, automne, hiver… et printemps                        | 봄 여름 가을 겨울 그리고 봄                                          | Kim Ki-duk                                                              | 2003  | Corée du Sud     |
| 250  | Departures                                                          | おくりびと                                                           | Yôjirô Takita                                                           | 2008  | Japon            |

### Classement 2010
À la date du 1er janvier 2011, le classement était le suivant :

#### Rangs 1 à 250
| Rang | Titre français                                                      | Titre original                                                       | Réalisateur(s)                                                          | Année | Pays             |
| ---- | ------------------------------------------------------------------- | -------------------------------------------------------------------- | ----------------------------------------------------------------------- | ----- | ---------------- |
| 1    | Les Évadés                                                          | The Shawshank redemption                                             | Frank Darabont                                                          | 1994  | États-Unis       |
| 2    | Le Parrain                                                          | The Godfather                                                        | Francis Ford Coppola                                                    | 1972  | États-Unis       |
| 3    | Le Parrain 2                                                        | The Godfather: part II                                               | Francis Ford Coppola                                                    | 1974  | États-Unis       |
| 4    | Le Bon, la Brute et le Truand                                       | Il buono, il brutto, il cattivo                                      | Sergio Leone                                                            | 1966  | Italie           |
| 5    | Pulp Fiction                                                        | Pulp fiction                                                         | Quentin Tarantino                                                       | 1994  | États-Unis       |
| 6    | Inception                                                           | Inception                                                            | Christopher Nolan                                                       | 2010  | États-Unis       |
| 7    | La Liste de Schindler                                               | Schindler's list                                                     | Steven Spielberg                                                        | 1993  | États-Unis       |
| 8    | Douze hommes en colère                                              | 12 Angry men                                                         | Sidney Lumet                                                            | 1957  | États-Unis       |
| 9    | Vol au-dessus d'un nid de coucou                                    | One flew over the cuckoo's nest                                      | Miloš Forman                                                            | 1975  | États-Unis       |
| 10   | The Dark Knight : Le Chevalier noir                                 | The Dark Knight                                                      | Christopher Nolan                                                       | 2008  | États-Unis       |
| 11   | Star Wars, épisode V : L'Empire contre-attaque                      | Star Wars: Episode V - The Empire strikes back                       | Irvin Kershner                                                          | 1980  | États-Unis       |
| 12   | Le Seigneur des anneaux : Le Retour du roi                          | The Lord of the Rings: the return of the king                        | Peter Jackson                                                           | 2003  | États-Unis       |
| 13   | Les Sept Samouraïs                                                  | 七人の侍                                                             | Akira Kurosawa                                                          | 1954  | Japon            |
| 14   | Star Wars, épisode IV : Un nouvel espoir                            | Star Wars                                                            | George Lucas                                                            | 1977  | États-Unis       |
| 15   | Fight Club                                                          | Fight Club                                                           | David Fincher                                                           | 1999  | États-Unis       |
| 16   | Les Affranchis                                                      | Goodfellas                                                           | Martin Scorsese                                                         | 1990  | États-Unis       |
| 17   | Casablanca                                                          | Casablanca                                                           | Michael Curtiz                                                          | 1942  | États-Unis       |
| 18   | La Cité de Dieu                                                     | Cidade de Deus                                                       | Fernando Meirelles et Kátia Lund                                        | 2002  | Brésil           |
| 19   | Le Seigneur des anneaux : La Communauté de l'anneau                 | The Lord of the Rings: the fellowship of the Ring                    | Peter Jackson                                                           | 2001  | Nouvelle-Zélande |
| 20   | Il était une fois dans l'Ouest                                      | C'era una volta il West                                              | Sergio Leone                                                            | 1968  | Italie           |
| 21   | Fenêtre sur cour                                                    | Rear window                                                          | Alfred Hitchcock                                                        | 1954  | États-Unis       |
| 22   | Les Aventuriers de l'arche perdue                                   | Raiders of the lost ark                                              | Steven Spielberg                                                        | 1981  | États-Unis       |
| 23   | Psychose                                                            | Psycho                                                               | Alfred Hitchcock                                                        | 1960  | États-Unis       |
| 24   | Usual Suspects                                                      | The usual suspects                                                   | Bryan Singer                                                            | 1995  | États-Unis       |
| 25   | Matrix                                                              | Matrix                                                               | Andy et Lana Wachowski                                                  | 1999  | États-Unis       |
| 26   | Toy Story 3                                                         | Toy Story 3                                                          | Lee Unkrich                                                             | 2010  | États-Unis       |
| 27   | Le Silence des agneaux                                              | The silence of the lambs                                             | Jonathan Demme                                                          | 1991  | États-Unis       |
| 28   | Seven                                                               | Se7en                                                                | David Fincher                                                           | 1995  | États-Unis       |
| 29   | La vie est belle                                                    | It's a wonderful life                                                | Frank Capra                                                             | 1946  | États-Unis       |
| 30   | Memento                                                             | Memento                                                              | Christopher Nolan                                                       | 2000  | États-Unis       |
| 31   | Le Seigneur des anneaux : Les Deux Tours                            | The Lord of the Rings: the two towers                                | Peter Jackson                                                           | 2002  | États-Unis       |
| 32   | Boulevard du crépuscule                                             | Sunset Blvd.                                                         | Billy Wilder                                                            | 1950  | États-Unis       |
| 33   | Forrest Gump                                                        | Forrest Gump                                                         | Robert Zemeckis                                                         | 1994  | États-Unis       |
| 34   | Docteur Folamour                                                    | Dr. Strangelove or: How I learned to stop worrying and love the bomb | Stanley Kubrick                                                         | 1964  | États-Unis       |
| 35   | Léon                                                                | Léon                                                                 | Luc Besson                                                              | 1994  | France           |
| 36   | Citizen Kane                                                        | Citizen Kane                                                         | Orson Welles                                                            | 1941  | États-Unis       |
| 37   | Apocalypse Now                                                      | Apocalypse now                                                       | Francis Ford Coppola                                                    | 1979  | États-Unis       |
| 38   | La Mort aux trousses                                                | North by Northwest                                                   | Alfred Hitchcock                                                        | 1956  | États-Unis       |
| 39   | American Beauty                                                     | American Beauty                                                      | Sam Mendes                                                              | 1999  | États-Unis       |
| 40   | American History X                                                  | American history X                                                   | Tony Kaye                                                               | 1998  | États-Unis       |
| 41   | Taxi Driver                                                         | Taxi driver                                                          | Martin Scorsese                                                         | 1976  | États-Unis       |
| 42   | Terminator 2 : Le Jugement dernier                                  | Terminator 2: Judgment day                                           | James Cameron                                                           | 1991  | États-Unis       |
| 43   | Il faut sauver le soldat Ryan                                       | Saving private Ryan                                                  | Steven Spielberg                                                        | 1998  | États-Unis       |
| 44   | Sueurs froides                                                      | Vertigo                                                              | Alfred Hitchcock                                                        | 1958  | États-Unis       |
| 45   | Le Fabuleux Destin d'Amélie Poulain                                 | Le fabuleux destin d'Amélie Poulain                                  | Jean-Pierre Jeunet                                                      | 2001  | France           |
| 46   | Alien, le huitième passager                                         | Alien                                                                | Ridley Scott                                                            | 1979  | États-Unis       |
| 47   | WALL-E                                                              | WALL-E                                                               | Andrew Stanton                                                          | 2008  | États-Unis       |
| 48   | Lawrence d'Arabie                                                   | Lawrence of Arabia                                                   | David Lean                                                              | 1962  | Royaume-Uni      |
| 49   | Shining                                                             | The shining                                                          | Stanley Kubrick                                                         | 1980  | Royaume-Uni      |
| 50   | Black Swan                                                          | Black swan                                                           | Darren Aronofsky                                                        | 2010  | États-Unis       |
| 51   | Le Voyage de Chihiro                                                | 千と千尋の神隠し                                                     | Hayao Miyazaki                                                          | 2001  | Japon            |
| 52   | Les Sentiers de la gloire                                           | Paths of glory                                                       | Stanley Kubrick                                                         | 1957  | États-Unis       |
| 53   | Assurance sur la mort                                               | Double indemnity                                                     | Billy Wilder                                                            | 1944  | États-Unis       |
| 54   | Le Pianiste                                                         | The Pianist                                                          | Roman Polanski                                                          | 2002  | France           |
| 55   | Orange mécanique                                                    | A clockwork orange                                                   | Stanley Kubrick                                                         | 1971  | Royaume-Uni      |
| 56   | Du silence et des ombres                                            | To kill a mockingbird                                                | Robert Mulligan                                                         | 1962  | États-Unis       |
| 57   | La Vie des autres                                                   | Das Leben der Anderen                                                | Florian Henckel von Donnersmarck                                        | 2006  | Allemagne        |
| 58   | M le maudit                                                         | M                                                                    | Fritz Lang                                                              | 1931  | Allemagne        |
| 59   | Les Infiltrés                                                       | The departed                                                         | Martin Scorsese                                                         | 2006  | États-Unis       |
| 60   | Les Lumières de la ville                                            | City lights                                                          | Charles Chaplin                                                         | 1931  | États-Unis       |
| 61   | Aliens, le retour                                                   | Aliens                                                               | James Cameron                                                           | 1986  | États-Unis       |
| 62   | Eternal Sunshine of the Spotless Mind                               | Eternal sunshine of the spotless mind                                | Michel Gondry                                                           | 2004  | États-Unis       |
| 63   | Requiem for a Dream                                                 | Requiem for a dream                                                  | Darren Aronofsky                                                        | 2000  | États-Unis       |
| 64   | Le Bateau                                                           | Das Boot                                                             | Wolfgang Petersen                                                       | 1981  | Allemagne        |
| 65   | Le Troisième Homme                                                  | The third man                                                        | Carol Reed                                                              | 1949  | Royaume-Uni      |
| 66   | Reservoir Dogs                                                      | Reservoir dogs                                                       | Quentin Tarantino                                                       | 1992  | États-Unis       |
| 67   | L.A. Confidential                                                   | L.A. Confidential                                                    | Curtis Hanson                                                           | 1997  | États-Unis       |
| 68   | Chinatown                                                           | Chinatown                                                            | Roman Polanski                                                          | 1974  | États-Unis       |
| 69   | Les Temps modernes                                                  | Modern Times                                                         | Charles Chaplin                                                         | 1936  | États-Unis       |
| 70   | Le Trésor de la Sierra Madre                                        | The treasure of the Sierra Madre                                     | John Huston                                                             | 1948  | États-Unis       |
| 71   | La vie est belle                                                    | La vita è bella                                                      | Roberto Benigni                                                         | 1997  | Italie           |
| 72   | Retour vers le futur                                                | Back to the future                                                   | Robert Zemeckis                                                         | 1985  | États-Unis       |
| 73   | Monty Python : Sacré Graal !                                        | Monty Python and the Holy Grail                                      | Terry Jones et Terry Gilliam                                            | 1975  | Royaume-Uni      |
| 74   | Le Prestige                                                         | The prestige                                                         | Christopher Nolan                                                       | 2006  | États-Unis       |
| 75   | Le Labyrinthe de Pan                                                | El laberinto del fauno                                               | Guillermo del Toro                                                      | 2006  | Espagne          |
| 76   | Raging Bull                                                         | Raging bull                                                          | Martin Scorsese                                                         | 1980  | États-Unis       |
| 77   | Cinema Paradiso                                                     | Nuovo Cinema Paradiso                                                | Giuseppe Tornatore                                                      | 1988  | Italie           |
| 78   | Chantons sous la pluie                                              | Singin' in the rain                                                  | Stanley Donen et Gene Kelly                                             | 1952  | États-Unis       |
| 79   | Certains l'aiment chaud                                             | Some like it hot                                                     | Billy Wilder                                                            | 1959  | États-Unis       |
| 80   | Le Pont de la rivière Kwaï                                          | The bridge on the river Kwai                                         | David Lean                                                              | 1957  | Royaume-Uni      |
| 81   | Rashōmon                                                            | 羅生門                                                               | Akira Kurosawa                                                          | 1950  | Japon            |
| 82   | Ève                                                                 | All About Eve                                                        | Joseph L. Mankiewicz                                                    | 1950  | États-Unis       |
| 83   | Amadeus                                                             | Amadeus                                                              | Miloš Forman                                                            | 1984  | États-Unis       |
| 84   | Il était une fois en Amérique                                       | Once upon a time in America                                          | Sergio Leone                                                            | 1984  | Italie           |
| 85   | La Ligne verte                                                      | The green mile                                                       | Frank Darabont                                                          | 1999  | États-Unis       |
| 86   | Full Metal Jacket                                                   | Full Metal Jacket                                                    | Stanley Kubrick                                                         | 1987  | Royaume-Uni      |
| 87   | 2001, l'Odyssée de l'espace                                         | 2001: A Space odyssey                                                | Stanley Kubrick                                                         | 1968  | États-Unis       |
| 88   | Inglourious Basterds                                                | Inglourious basterds                                                 | Quentin Tarantino                                                       | 2009  | États-Unis       |
| 89   | Le Voleur de bicyclette                                             | Ladri di biciclette                                                  | Vittorio De Sica                                                        | 1948  | Italie           |
| 90   | Braveheart                                                          | Braveheart                                                           | Mel Gibson                                                              | 1995  | États-Unis       |
| 91   | Le Dictateur                                                        | The great dictator                                                   | Charles Chaplin                                                         | 1940  | États-Unis       |
| 92   | La Garçonnière                                                      | The apartment                                                        | Billy Wilder                                                            | 1960  | États-Unis       |
| 93   | La Chute                                                            | Der Untergang                                                        | Oliver Hirschbiegel                                                     | 2004  | Allemagne        |
| 94   | Là-haut                                                             | Up                                                                   | Pete Docter et Bob Peterson                                             | 2009  | États-Unis       |
| 95   | Gran Torino                                                         | Gran Torino                                                          | Clint Eastwood                                                          | 2008  | États-Unis       |
| 96   | Gladiator                                                           | Gladiator                                                            | Ridley Scott                                                            | 2000  | États-Unis       |
| 97   | Metropolis                                                          | Metropolis                                                           | Fritz Lang                                                              | 1927  | Allemagne        |
| 98   | L'Arnaque                                                           | The sting                                                            | George Roy Hill                                                         | 1973  | États-Unis       |
| 99   | Le Faucon maltais                                                   | The maltese falcon                                                   | John Huston                                                             | 1941  | États-Unis       |
| 100  | Impitoyable                                                         | Unforgiven                                                           | Clint Eastwood                                                          | 1992  | États-Unis       |
| 101  | Elephant Man                                                        | The elephant man                                                     | David Lynch                                                             | 1980  | États-Unis       |
| 102  | Monsieur Smith au Sénat                                             | Mr. Smith goes to Washington                                         | Frank Capra                                                             | 1939  | États-Unis       |
| 103  | Sin City                                                            | Sin City                                                             | Frank Miller, Robert Rodriguez et Quentin Tarantino                     | 2005  | États-Unis       |
| 104  | Old Boy                                                             | 올드보이                                                             | Park Chan-wook                                                          | 2003  | Corée du Sud     |
| 105  | Sur les quais                                                       | On the waterfront                                                    | Elia Kazan                                                              | 1954  | États-Unis       |
| 106  | Indiana Jones et la Dernière Croisade                               | Indiana Jones and the last crusade                                   | Steven Spielberg                                                        | 1989  | États-Unis       |
| 107  | Star Wars, épisode VI : Le Retour du Jedi                           | Star Wars: Episode VI - Return of the Jedi                           | Richard Marquand                                                        | 1983  | États-Unis       |
| 108  | Rebecca                                                             | Rebecca                                                              | Alfred Hitchcock                                                        | 1940  | États-Unis       |
| 109  | Piège de cristal                                                    | Die hard                                                             | John McTiernan                                                          | 1988  | États-Unis       |
| 110  | La Grande Évasion                                                   | The great escape                                                     | John Sturges                                                            | 1963  | États-Unis       |
| 111  | Batman Begins                                                       | Batman Begins                                                        | Christopher Nolan                                                       | 2005  | États-Unis       |
| 112  | Princesse Mononoké                                                  | もののけ姫                                                           | Hayao Miyazaki                                                          | 1997  | Japon            |
| 113  | Le Septième Sceau                                                   | Det Sjunde inseglet                                                  | Ingmar Bergman                                                          | 1957  | Suède            |
| 114  | Les Dents de la mer                                                 | Jaws                                                                 | Steven Spielberg                                                        | 1975  | États-Unis       |
| 115  | Hôtel Rwanda                                                        | Hotel Rwanda                                                         | Terry George                                                            | 2004  | Royaume-Uni      |
| 116  | Slumdog Millionaire                                                 | Slumdog millionaire                                                  | Danny Boyle                                                             | 2008  | Royaume-Uni      |
| 117  | Blade Runner                                                        | Blade Runner                                                         | Ridley Scott                                                            | 1982  | États-Unis       |
| 118  | Fargo                                                               | Fargo                                                                | Ethan Coen et Joel Coen                                                 | 1996  | États-Unis       |
| 119  | No Country for Old Men - Non, ce pays n'est pas pour le vieil homme | No Country for Old Men                                               | Ethan Coen et Joel Coen                                                 | 2007  | États-Unis       |
| 120  | Le Mécano de la « General »                                         | The General                                                          | Buster Keaton et Clyde Bruckman                                         | 1926  | États-Unis       |
| 121  | Heat                                                                | Heat                                                                 | Michael Mann                                                            | 1995  | États-Unis       |
| 122  | Le Magicien d'Oz                                                    | The wizard of Oz                                                     | Victor Fleming, George Cukor, Mervyn LeRoy, Norman Taurog et King Vidor | 1939  | États-Unis       |
| 123  | La Soif du mal                                                      | Touch of Evil                                                        | Orson Welles                                                            | 1958  | États-Unis       |
| 124  | Et pour quelques dollars de plus                                    | Per qualche dollaro in più                                           | Sergio Leone                                                            | 1965  | Italie           |
| 125  | Le Garde du corps                                                   | 用心棒                                                               | Akira Kurosawa                                                          | 1961  | Japon            |
| 126  | Ran                                                                 | 乱                                                                   | Akira Kurosawa                                                          | 1985  | Japon            |
| 127  | Témoin à charge                                                     | Witness for the prosecution                                          | Billy Wilder                                                            | 1957  | États-Unis       |
| 128  | Les Fraises sauvages                                                | Smultronstället                                                      | Ingmar Bergman                                                          | 1957  | Suède            |
| 129  | Snatch : Tu braques ou tu raques                                    | Snatch.                                                              | Guy Ritchie                                                             | 2000  | Royaume-Uni      |
| 130  | Sixième Sens                                                        | The sixth sense                                                      | M. Night Shyamalan                                                      | 1999  | États-Unis       |
| 131  | Le Tombeau des lucioles                                             | 火垂るの墓                                                           | Isao Takahata                                                           | 1988  | Japon            |
| 132  | District 9                                                          | District 9                                                           | Neill Blomkamp                                                          | 2009  | États-Unis       |
| 133  | Annie Hall                                                          | Annie Hall                                                           | Woody Allen                                                             | 1977  | États-Unis       |
| 134  | Donnie Darko                                                        | Donnie Darko                                                         | Richard Kelly                                                           | 2001  | États-Unis       |
| 135  | Voyage au bout de l'enfer                                           | The deer hunter                                                      | Michael Cimino                                                          | 1978  | Royaume-Uni      |
| 136  | Luke la main froide                                                 | Cool Hand Luke                                                       | Stuart Rosenberg                                                        | 1967  | États-Unis       |
| 137  | L'Inconnu du Nord-Express                                           | Strangers on a train                                                 | Alfred Hitchcock                                                        | 1951  | États-Unis       |
| 138  | Le train sifflera trois fois                                        | High Noon                                                            | Fred Zinnemann                                                          | 1952  | États-Unis       |
| 139  | The Big Lebowski                                                    | The Big Lebowski                                                     | Ethan Coen et Joel Coen                                                 | 1998  | États-Unis       |
| 140  | New York-Miami                                                      | It happened one night                                                | Frank Capra                                                             | 1934  | États-Unis       |
| 141  | Avatar                                                              | Avatar                                                               | James Cameron                                                           | 2009  | États-Unis       |
| 142  | Kill Bill : Volume 1                                                | Kill Bill: vol. 1                                                    | Quentin Tarantino                                                       | 2003  | États-Unis       |
| 143  | Le Roi lion                                                         | The lion king                                                        | Roger Allers et Rob Minkoff                                             | 1994  | États-Unis       |
| 144  | Platoon                                                             | Platoon                                                              | Oliver Stone                                                            | 1986  | Royaume-Uni      |
| 145  | Into the Wild                                                       | Into the wild                                                        | Sean Penn                                                               | 2007  | États-Unis       |
| 146  | There Will Be Blood                                                 | There will be blood                                                  | Paul Thomas Anderson                                                    | 2007  | États-Unis       |
| 147  | Les Enchaînés                                                       | Notorious                                                            | Alfred Hitchcock                                                        | 1946  | États-Unis       |
| 148  | Million Dollar Baby                                                 | Million Dollar Baby                                                  | Clint Eastwood                                                          | 2004  | États-Unis       |
| 149  | Toy Story                                                           | Toy story                                                            | John Lasseter                                                           | 1995  | États-Unis       |
| 150  | The Social Network                                                  | The social network                                                   | David Fincher                                                           | 2010  | États-Unis       |
| 151  | Butch Cassidy et le Kid                                             | Butch Cassidy and the Sundance Kid                                   | George Roy Hill                                                         | 1969  | États-Unis       |
| 152  | Autant en emporte le vent                                           | Gone with the wind                                                   | Victor Fleming, George Cukor et Sam Wood                                | 1939  | États-Unis       |
| 153  | L'Aurore                                                            | Sunrise: a song of two humans                                        | F.W. Murnau                                                             | 1927  | États-Unis       |
| 154  | Trainspotting                                                       | Trainspotting                                                        | Danny Boyle                                                             | 1996  | Royaume-Uni      |
| 155  | La Ruée vers l'or                                                   | The gold rush                                                        | Charles Chaplin                                                         | 1925  | États-Unis       |
| 156  | The wrestler                                                        | The wrestler                                                         | Darren Aronofsky                                                        | 2008  | États-Unis       |
| 157  | Un crime dans la tête                                               | The manchurian candidate                                             | John Frankenheimer                                                      | 1962  | États-Unis       |
| 158  | Les Raisins de la colère                                            | The grapes of wrath                                                  | John Ford                                                               | 1940  | États-Unis       |
| 159  | Scarface                                                            | Scareface                                                            | Brian De Palma                                                          | 1983  | États-Unis       |
| 160  | Ben-Hur                                                             | Ben-Hur                                                              | William Wyler                                                           | 1959  | États-Unis       |
| 161  | Le Grand Sommeil                                                    | The big sleep                                                        | Howard Hawks                                                            | 1946  | États-Unis       |
| 162  | Un jour sans fin                                                    | Groundhog Day                                                        | Harold Ramis                                                            | 1993  | États-Unis       |
| 163  | Le Lauréat                                                          | The graduate                                                         | Mike Nichols                                                            | 1967  | États-Unis       |
| 164  | Monty Python : La Vie de Brian                                      | Life of Brian                                                        | Terry Jones                                                             | 1979  | Royaume-Uni      |
| 165  | Amours chiennes                                                     | Amores perros                                                        | Alejandro González Iñárritu                                             | 2000  | Mexique          |
| 166  | Le Monde de Nemo                                                    | Fiding Nemo                                                          | Andrew Stanton et Lee Unkrich                                           | 2003  | États-Unis       |
| 167  | La Vengeance dans la peau                                           | The Bourne ultimatum                                                 | Paul Greengrass                                                         | 2007  | États-Unis       |
| 168  | Terminator                                                          | The Terminator                                                       | James Cameron                                                           | 1984  | États-Unis       |
| 169  | Les Plus Belles Années de notre vie                                 | The best years of our lives                                          | William Wyler                                                           | 1946  | États-Unis       |
| 170  | Le Kid                                                              | The Kid                                                              | Charles Chaplin                                                         | 1921  | États-Unis       |
| 171  | Stand by Me - Compte sur moi                                        | Stand by me                                                          | Rob Reiner                                                              | 1986  | États-Unis       |
| 172  | Arnaques, Crimes et Botanique                                       | Lock, stock and two smoking barrels                                  | Guy Ritchie                                                             | 1998  | Royaume-Uni      |
| 173  | Dragons                                                             | How to train your dragon                                             | Dean DeBlois et Chris Sanders                                           | 2010  | États-Unis       |
| 174  | The Thing                                                           | The Thing                                                            | John Carpenter                                                          | 1982  | États-Unis       |
| 175  | Vivre                                                               | 生きる                                                               | Akira Kurosawa                                                          | 1952  | Japon            |
| 176  | Casino                                                              | Casino                                                               | Martin Scorsese                                                         | 1995  | États-Unis       |
| 177  | V pour Vendetta                                                     | V for Vendetta                                                       | James McTeigue                                                          | 2005  | États-Unis       |
| 178  | L'Armée des douze singes                                            | Twelve monkeys                                                       | Terry Gilliam                                                           | 1995  | États-Unis       |
| 179  | Le Salaire de la peur                                               | Le salaire de la peur                                                | Henri-Georges Clouzot                                                   | 1953  | France           |
| 180  | Un après-midi de chien                                              | Dog day afternoon                                                    | Sidney Lumet                                                            | 1975  | États-Unis       |
| 181  | Dans ses yeux                                                       | El secreto de sus ojos                                               | Juan José Campanella                                                    | 2009  | Argentine        |
| 182  | Ratatouille                                                         | Ratatouille                                                          | Brad Bird et Jan Pinkava                                                | 2007  | États-Unis       |
| 183  | Les Diaboliques                                                     | Les Diaboliques                                                      | Henri-Georges Clouzot                                                   | 1955  | France           |
| 184  | Gandhi                                                              | Gandhi                                                               | Richard Attenborough                                                    | 1982  | Royaume-Uni      |
| 185  | Star Trek                                                           | Star Trek                                                            | J. J. Abrams                                                            | 2009  | États-Unis       |
| 186  | Huit et demi                                                        | 8½                                                                   | Federico Fellini                                                        | 1963  | Italie           |
| 187  | Princess Bride                                                      | The Princess Bride                                                   | Rob Reiner                                                              | 1987  | États-Unis       |
| 188  | Jugement à Nuremberg                                                | Judgment at Nuremberg                                                | Stanley Kramer                                                          | 1961  | États-Unis       |
| 189  | La Nuit du chasseur                                                 | The night of the hunter                                              | Charles Laughton, Robert Mitchum et Terry Sanders                       | 1955  | États-Unis       |
| 190  | Mon voisin Totoro                                                   | となりのトトロ                                                       | Hayao Miyazaki                                                          | 1988  | Japon            |
| 191  | Les Indestructibles                                                 | The Incredibles                                                      | Brad Bird                                                               | 2004  | États-Unis       |
| 192  | L'Arnaqueur                                                         | The Hustler                                                          | Robert Rossen                                                           | 1961  | États-Unis       |
| 193  | L'Ultime Razzia                                                     | The Killing                                                          | Stanley Kubrick                                                         | 1956  | États-Unis       |
| 194  | La strada                                                           | La strada                                                            | Federico Fellini                                                        | 1954  | Italie           |
| 195  | Will Hunting                                                        | Good Will Hunting                                                    | Gus Van Sant                                                            | 1997  | États-Unis       |
| 196  | Network, main basse sur la télévision                               | Network                                                              | Sidney Lumet                                                            | 1976  | États-Unis       |
| 197  | Les Quatre Cents Coups                                              | Les quatre cents coups                                               | François Truffaut                                                       | 1959  | France           |
| 198  | Bons baisers de Bruges                                              | In Bruges                                                            | Martin McDonagh                                                         | 2008  | Royaume-Uni      |
| 199  | La Horde sauvage                                                    | The wild bunch                                                       | Sam Peckinpah                                                           | 1969  | États-Unis       |
| 200  | Un tramway nommé Désir                                              | A Streetcar named desire                                             | Elia Kazan                                                              | 1951  | États-Unis       |
| 201  | La Bataille d'Alger                                                 | La battaglia di Algeri"                                              | Gillo Pontecorvo                                                        | 1966  | Italie           |
| 202  | Stalag 17                                                           | Stalag 17                                                            | Billy Wilder                                                            | 1953  | États-Unis       |
| 203  | Le Scaphandre et le Papillon                                        | Le Scaphandre et le Papillon                                         | Julian Schnabel                                                         | 2007  | France           |
| 204  | L'Exorciste                                                         | The exorcist                                                         | William Friedkin                                                        | 1973  | États-Unis       |
| 205  | Persona                                                             | Persona                                                              | Ingmar Bergman                                                          | 1966  | Suède            |
| 206  | Qui a peur de Virginia Woolf ?                                      | Who's afraid of Virginia Woolf ?                                     | Mike Nichols                                                            | 1966  | États-Unis       |
| 207  | Les Fils de l'homme                                                 | Children of men                                                      | Alfonso Cuarón                                                          | 2006  | États-Unis       |
| 208  | 'La Passion de Jeanne d'Arc                                         | La Passion de Jeanne d'Arc                                           | Carl Theodor Dreyer                                                     | 1928  | France           |
| 209  | 'Noblesse oblige                                                    | Kind hearts and coronets                                             | Robert Hamer                                                            | 1949  | Royaume-Uni      |
| 210  | Le crime était presque parfait                                      | Dial M for Murder                                                    | Alfred Hitchcock                                                        | 1954  | États-Unis       |
| 211  | Ed Wood                                                             | Ed Wood                                                              | Tim Burton                                                              | 1994  | États-Unis       |
| 212  | Fanny et Alexandre                                                  | Fanny och Alexander                                                  | Ingmar Bergman                                                          | 1982  | Suède            |
| 213  | Morse                                                               | Låt den rätte komma in                                               | Tomas Alfredson                                                         | 2008  | Suède            |
| 214  | À l'Ouest rien de nouveau                                           | All quiet on the western front                                       | Lewis Milestone                                                         | 1930  | États-Unis       |
| 215  | True Grit                                                           | True grit                                                            | Ethan Coen et Joel Coen                                                 | 2010  | États-Unis       |
| 216  | Rocky                                                               | Rocky                                                                | John G. Avildsen                                                        | 1976  | États-Unis       |
| 217  | Big Fish                                                            | Big fish                                                             | Tim Burton                                                              | 2003  | États-Unis       |
| 218  | Magnolia                                                            | Magnolia                                                             | Paul Thomas Anderson                                                    | 1999  | États-Unis       |
| 219  | Manhattan                                                           | Manhattan                                                            | Woody Allen                                                             | 1979  | États-Unis       |
| 220  | Mary et Max                                                         | Mary and Max                                                         | Adam Elliot                                                             | 2009  | Australie        |
| 221  | Mystic River                                                        | Mystic River                                                         | Clint Eastwood                                                          | 2003  | États-Unis       |
| 222  | Barry Lyndon                                                        | Barry Lyndon                                                         | Stanley Kubrick                                                         | 1975  | Royaume-Uni      |
| 223  | Festen                                                              | Festen                                                               | Thomas Vinterberg                                                       | 1998  | Danemark         |
| 224  | Rosemary's Baby                                                     | Rosemary's baby                                                      | Roman Polanski                                                          | 1968  | États-Unis       |
| 225  | Kill Bill : Volume 2                                                | Kill Bill: vol. 2                                                    | Quentin Tarantino                                                       | 2003  | États-Unis       |
| 226  | Les Nuits de Cabiria                                                | Le notti di Cabiria                                                  | Federico Fellini                                                        | 1957  | Italie           |
| 227  | Patton                                                              | Patton                                                               | Franklin J. Schaffner                                                   | 1970  | États-Unis       |
| 228  | La Soupe au canard                                                  | Duck soup                                                            | Leo McCarey                                                             | 1933  | États-Unis       |
| 229  | Vacances romaines                                                   | Roman holiday                                                        | William Wyler                                                           | 1953  | États-Unis       |
| 230  | La Dame du vendredi                                                 | His girl friday                                                      | Howard Hawks                                                            | 1940  | États-Unis       |
| 231  | The Truman Show                                                     | The Truman Show                                                      | Peter Weir                                                              | 1998  | États-Unis       |
| 232  | Infernal Affairs                                                    | 無間道                                                               | Wai-keung Lau et Alan Mak                                               | 2002  | Hong Kong        |
| 233  | Lettres d'Iwo Jima                                                  | Letters from Iwo Jima                                                | Clint Eastwood                                                          | 2006  | États-Unis       |
| 234  | Pirates des Caraïbes, la malédiction du Black Pearl                 | Pirates of the Caribbean: the curse of the Black Pearl               | Gore Verbinski                                                          | 2003  | États-Unis       |
| 235  | Le Château ambulant                                                 | ハウルの動く城                                                       | Hayao Miyazaki                                                          | 2004  | Japon            |
| 236  | Kick-Ass                                                            | Kick-Ass                                                             | Matthew Vaughn                                                          | 2010  | Royaume-Uni      |
| 237  | Indiscrétions                                                       | The Philadelphia story                                               | George Cukor                                                            | 1940  | États-Unis       |
| 238  | In the Mood for Love                                                | 花樣年華                                                             | Wong Kar-wai                                                            | 2000  | Hong Kong        |
| 239  | Harvey                                                              | Harvey                                                               | Henry Koster                                                            | 1950  | États-Unis       |
| 240  | Arsenic et vieilles dentelles                                       | Arsenic and old lace                                                 | Frank Capra                                                             | 1944  | États-Unis       |
| 241  | Le Limier                                                           | Sleuth                                                               | Joseph L. Mankiewicz                                                    | 1972  | États-Unis       |
| 242  | A Christmas Story                                                   | A Christmas Story                                                    | Bob Clark                                                               | 1983  | États-Unis       |
| 243  | Collision                                                           | Crash                                                                | Paul Haggis                                                             | 2004  | États-Unis       |
| 244  | Sherlock Junior                                                     | Sherlock Jr.                                                         | Buster Keaton                                                           | 1924  | États-Unis       |
| 245  | Trois couleurs : Rouge                                              | Trois couleurs : Rouge                                               | Krzysztof Kieslowski                                                    | 1994  | France           |
| 246  | L'Homme qui tua Liberty Valance                                     | The man who shot Liberty Valance                                     | John Ford                                                               | 1962  | États-Unis       |
| 247  | Nausicaä de la vallée du vent                                       | 風の谷のナウシカ                                                     | Hayao Miyazaki                                                          | 1984  | Japon            |
| 248  | La Corde                                                            | Rope                                                                 | Alfred Hitchcock                                                        | 1948  | États-Unis       |
| 249  | Printemps, été, automne, hiver… et printemps                        | 봄 여름 가을 겨울 그리고 봄                                          | Kim Ki-duk                                                              | 2003  | Corée du Sud     |
| 250  | L'Impossible Monsieur Bébé                                          | Bringing up baby                                                     | Howard Hawks                                                            | 1938  | États-Unis       |